# Live in Person
Live in Person — концертный альбом американской певицы Аниты О’Дэй, выпущенный в 1993 году на лейбле Star Line Productions. Альбом был записан во время концерта 14 сентября 1976 в Ванкувере, Канада, при участии квартета, куда входили гитарист Уайатт Рутер, пианист Эл Уолд, барабанщик Джон Пул и саксофонист Фрейзер Макферсон.

## Отзывы критиков
| Оценки критиков                            | Оценки критиков |
| Источник                                   | Оценка          |
| ------------------------------------------ | --------------- |
| AllMusic                                   | [ 1 ]           |
| MusicHound Jazz: The Essential Album Guide | [ 2 ]           |

Скотт Яноу из AllMusic написал: «Аниту О’Дэй можно услышать в отличной форме на этом концерте … Основные моменты этого диска включают версию „Tea for Two“, в которой О’Дэй обменивается фразами в один такт с тремя своими сайдменами, трогательное исполнение „A Nightingale Sang in Berkeley Square“, ликующее исполнение „Honeysuckle Rose“ и версии „A Song for You“ и „You Are the Sunshine of My Life“, которые фактически превосходят оригинальные записи. Кроме того, покойный тенор Фрейзер Макферсон оказался идеальным фоном для стремительных вокальных взлётов О’Дэй. За исключением пианиста Эла Уолда, у которого возникли проблемы с быстрым темпом „S’ Wonderful“, ритм-секция также играет довольно хорошо. Это один из лучших доступных компакт-дисков Аниты О’Дэй».
Музыкальный критик Уилл Фридуолд отозвался об альбоме так: «Такие альбомы, как Live in Person, предлагают некоторые из её самых вдохновенных и пышных выступлений. Эта конкретная концертная сессия, записанная в Ванкувере в 1976 году с участием одаренного канадского тенор-саксофониста Фрейзера Макферсона, является одной из её лучших — особенно в высоких темпах, О’Дэй так же оживлена, как и всегда (что немаловажно), а её пение баллад значительно повзрослело с пятидесятых годов. Интересно, что вторая половина сета — это в основном винтажные стандарты, но она начинается в основном с более нового материала. Увидев Аниту примерно в это же время, я был раздосадован тем, что она выбрала музыку Леона Рассела, Стиви Уандера и им подобных (даже это слово „им подобных“ звучит оскорбительно), но тридцать лет спустя „A Song for You“ и „You Are the Sunshine of My Life“ звучат как классика Аниты всех времён».

## Список композиций
1. «Wave (Theme)» (Антониу Карлос Жобин) — 2:25
2. «On a Clear Day (You Can See Forever)» (Бертон Лейн, Алан Джей Лернер) — 3:25
3. «A Song for You» (Леон Расселл) — 3:26
4. «You Are the Sunshine of My Life» (Стиви Уандер) — 7:09
5. «A Nightingale Sang in Berkeley Square» (Эрик Мешвиц, Мэннинг Шервин) — 3:27
6. «’S Wonderful / They Can’t Take That Away from Me» (Джордж Гершвин, Айра Гершвин) — 6:40
7. «Honeysuckle Rose» (Энди Разаф, Фэтс Уоллер) — 7:31
8. «Tea for Two» (Ирвинг Сизар, Винсент Юманс) — 5:03
9. «On Green Dolphin Street» (Бронислав Капер, Нед Вашингтон) — 5:30
10. «Wave (Theme/closing)» (Антониу Карлос Жобин) — 3:04

## Участники записи
- Бас — Уайатт Рутер
- Вокал — Анита О’Дэй
- Саксофон-тенор — Фрейзер Макферсон
- Ударные — Джон Пул
- Фортепиано — Эл Уолд